# Calyx arcuarius
Calyx arcuarius är en svampdjursart som först beskrevs av Topsent 1913.  Calyx arcuarius ingår i släktet Calyx och familjen Phloeodictyidae. Inga underarter finns listade i Catalogue of Life.